# رستم فرخزاد
رُسْتَم فَرُّخُزَاد هو قائد الجيش الساساني في عهد آخر ملوك الدولة الساسانية يزدجرد الثالث (حكم 632–651) وكان يخدم ملك الفرس بإخلاص. كان رستم حكيماً عاقلاً ذا حنكة يرى من خلال الصراعات السابقة. من حكمة رستم أنه سُئل من قِبل أتباعه لماذا العرب لا يهتمون بملبسهم فرد عليه قائلاً: العرب لا يهتمون بالمظهر الخارجي بل يهتمون بالأنساب والأحساب.

## معاركه ضد المسلمين
كان لرستم عدة معارك مع المسلمين حتى قُتل على ايديهم وأهم معاركه مايلي

### معركة النمارق
وهي إحدى معارك الفتوح في العراق وبلاد فارس. وقعت يوم 8 شعبان 13 هـ بعث رستم جيشاً بقيادة جابان لقتال أبي عبيد والمسلمون فاقتتل الطرفان في النمارق وهي قريبة من الحيرة اعتمد أبو عبيد نظام الصاعقة فهُزم الفرس، وأُسر جابان ففرّ الفرس إلى المدائن

### معركة القادسية
وهي إحدى معارك الفتوح في بلاد فارس وقعت في 13 شعبان 15 هـ. وشهدت المعركة تحالف للإمبراطور الساساني مع الإمبراطور البيزنطي. لم تحقِّق المفاوضات بين المسلمين و الفرس أهدافَها في إقرار السلام في المنطقة، وقد أرسل يزدجرد الثالث القائد رستم مجبراً إياه قيادة الجيش الفارسي ليواجه جيوش المسلمين التي كانت تخترق العراق تمهيداً لفتح بلاد فارس. تمت المواجهة بين الجيشين الإسلامي والفارسي في القادسية وهي تقع جنوب الكوفة والحلة في العراق. استمرت معركة القادسية ثلاثة أيام وانتهت بهزيمة الفرس.

### موت رستم
هناك روايات متعددة تفصّل مقتل رستم، لكنها جميعها تنص على أنه قضى نحبه أثناء المعركة. بعد هزيمة الجيوش الفارسية هرب رستم وحاول النجاة، وانتهى اليه القعقاع بن عمرو التميمي ومن معه من فرسان المسلمين إلى سرير رستم فلم يعثروا عليه، وكان رستم قد هرب، واستظل بظل بغل من بغال كانت قد قدمت عليها حمول، فضرب هلال بن علفة التميمي حمل البغل الذي تحت رستم، وأتى زهير بن عبد شمس البجلي فقطع حباله وسقط عليه، فأزاله رستم عن ظهره، ثم ضربه هلال ضربة، ففر نحو العتيق، وألقى نفسه فيه، فاقتحمه هلال عليه، وأخذ يرجله، ثم خرج به، وضرب جبينه بالسيف حتى قتله، ثم صعد على السرير وقال: قتلت رستم ورب الكعبة ثم أحتز راسه، وولت الفرس واتبعتهم المسلمون يقتلونهم.
 وقِيل قتله عمرو بن معدِيكَرِب الزبيدي.